# Tasiocera (Tasiocera) dorrigensis
Tasiocera (Tasiocera) dorrigensis is een tweevleugelige uit de familie steltmuggen (Limoniidae). De soort komt voor in het Australaziatisch gebied.